# Không lùi bước (phim)
Không lùi bước (tiếng Anh: Hell or High Water) là một bộ phim phim Viễn Tây hình sự ly kỳ năm 2016 của Mỹ do David Mackenzie đạo diễn, với phần kịch bản được chắp bút bởi Taylor Sheridan, nhà biên kịch từng nằm trong danh sách đen năm 2012. Phim có nội dung kể về hai người anh em (Chris Pine và Ben Foster) thực hiện hàng loạt vụ cướp nhà băng để cứu lấy trang trại của gia đình, đồng thời còi phải đối mặt với sự truy đuổi của hai viên cảnh sát Texas (Jeff Bridges và Gil Birmingham). Tựa đề của tác phẩm bắt nguồn từ câu thành ngữ Come hell or high water, nghĩa là "dù có khó khăn hay nguy hiểm đến đâu đi chăng nữa thì vẫn không nao núng và nhụt chí".
Phim đã tham gia tranh cử ở hạng mục Un Certain Regard tại Liên hoan phim Cannes 2016 và được công chiếu tại Hoa Kỳ ngày 16 tháng 5 năm 2016. Không lùi bước đã nhận được sự tán dương từ giới phê bình, đặc biệt dành những lời khen ngợi cho diễn xuất của Bridges, phần kịch bản của Sheridan, cũng như khâu dựng phim. Tác phẩm đã thu về tổng cộng 37,9 triệu USD trên toàn thế giới. Viện phim Mỹ đã chọn tác phẩm là một trong mười Bộ phim của năm, đồng thời Không lùi bước còn được xướng tên tại nhiều giải thưởng lớn, bao gồm bốn đề cử tại Lễ trao giải Oscar lần thứ 89: Phim hay nhất, Nam diễn viên phụ xuất sắc nhất (Bridges), Kịch bản gốc xuất sắc nhất và Dựng phim xuất sắc nhất. Ngoài ra bộ phim cũng nhận được đề cử tại giải Quả cầu vàng ở hạng mục Nam diễn viên phụ xuất sắc nhất cho Bridges cùng Kịch bản hay nhất.

## Nội dung
Lấy bối cảnh ở miền Tây Texas, bộ phim mở đầu với cảnh người bố đơn thân Toby Howard cùng ông anh từng đi tù của mình là Tanner thực hiện hai vụ cướp vào các chi nhánh của Ngân hàng Texas Midlands vào lúc sáng sớm. Dù các vụ cướp đều được lên kế hoạch kỹ lưỡng, nhưng bản tính hoang dại của Tanner đã khiến anh phải đối mặt những rủi ro không đáng có, điều này khiến Toby vô cùng thất vọng. Khi quay trở lại trang trại của gia đình, họ dùng máy xúc gầu sấp chôn chiếc xe xuống hố nhằm phi tang vật chứng. Mẹ của hai anh em đã qua đời sau một thời gian dài chống chọi với bệnh tật, để lại cho hai người khoản nợ phải trả từ một khoản thế chấp nghịch đảo của Ngân hàng Texas Midlands. Nếu khoản nợ không được trả hết trong vòng vài ngày, thì trang trại sẽ bị tịch thu. Khi đó, dầu mỏ đã được phát hiện trên mảnh đất của họ, và Toby quyết tâm đảm bảo cuộc sống sau này cho những đứa con trai bị ghẻ lạnh của mình.
Hai Biệt động viên Texas, Marcus Hamilton và Alberto Parker, là những người chịu trách nhiệm điều tra vụ án. Hamilton, một cảnh sát già sắp nghỉ hưu, bắt đầu điều tra các vụ cướp và nhanh chóng xác định phương pháp gây án cũng như tính cách của hai anh em. Lúc đó Tanner đến một ngân hàng khác rồi cướp tiền, trong khi Toby thì vô tình ngồi đợi ở một quán ăn gần đó và trò chuyện với một cô phục vụ bàn. Họ mang số tiền trộm được đến một sòng bạc của người thổ dân ở Oklahoma để rửa. Toby yêu cầu sòng bạc chuyển tiền thắng cược của họ thành một tấm séc gửi đến Ngân hàng Texas Midlands.
Hamilton nằm phục sẵn ở một chi nhánh khác của Ngân hàng Texas Midlands, nhưng lại không thu được kết quả nào. Trong thời gian đó, vị cảnh sát già chế giễu nguồn gốc nửa Mexico nửa da đỏ của cộng sự; Parker cũng phản pháo lại bằng những câu chuyện bông đùa về tuổi tác của Hamilton. Hamilton vạch ra một mô hình cho các vụ cướp ngân hàng rồi xác định mục tiêu tiếp theo của bọn cướp. Khi Hamilton và Parker đang trên đường đến ngân hàng thì vụ cướp cuối cùng xảy ra. Do bị dồn ép về thời gian, nên hai anh em tiến hành vụ cướp dù ngân hàng đang đông khách. Mọi chuyện dần vượt quá tầm kiểm soát khi một nhân viên bảo vệ và một dân thường có vũ khí bắn vào hai anh em, nhưng Tanner đã kịp giết họ. Trong lúc tẩu thoát, Toby bị đạn vào bụng sau khi một đội quân có vũ trang đang chờ sẵn bên ngoài ngân hàng phục kích hai người.
Hai anh em chạy bán mạng ra khỏi thị trấn trong lúc đội quân kia dí theo hai người. Sau khi đi được một quãng, Tanner liền dừng lại, lấy một khẩu súng trường tự động ra rồi nã vào nhóm người kia, buộc họ phải rút lui. Hai anh em đi tiếp một đoạn đường nữa rồi nói lời từ biệt với nhau; Toby dùng một chiếc xe khác để ôm tiền chạy trốn, còn Tanner thì đánh lạc hướng những kẻ đang săn tìm mình. Anh dụ những tay cảnh sát ra khỏi đường mòn và đến một sườn núi sa mạc, nơi anh dùng súng săn bắn vào họ rồi giết chết Parker. Do tức giận, nên Hamilton tận dụng kiến thức của một người dân địa phương và để vòng ra sau Tanner. Ông chọn một vị trí thích hợp rồi bắn chết Tanner bằng khẩu súng trường của thành viên đội vũ trang.
Trong lúc cùng đường, Toby giấu đi vết thương của mình lúc đi qua trạm kiểm soát của cảnh sát, rồi rửa số tiền bị đánh cắp tại sòng bạc, nơi anh nhìn thấy bản tin về cái chết của anh trai mình. Sau đó Toby mang séc của sòng bạc đến ngân hàng vừa kịp lúc trước khi trang trại bị tịch thu, đồng thời biến nó thành một quỹ tín thác của gia đình.
Sau khi nghỉ hưu, Hamilton đến thăm văn phòng cũ của mình rồi biết rằng Đội biệt động đã xóa Toby ra khỏi danh sách các đối tượng tình nghi, vì anh có lý lịch trong sạch và không có động cơ để tiến hành các vụ cướp, do các mỏ dầu mới phát hiện có tổng thu nhập trong một tháng nhiều hơn hẳn so với tất cả số tiền mà hai anh em cướp được trong cùng một khoảng thời gian. Tiền từ những giếng dầu của trang trại được gửi đến Ngân hàng Texas Midlands, cho nên họ từ chối hợp tác điều tra vì sợ mất quyền quản lý quỹ tín thác của gia đình.
Hamilton đến thăm trang trại của Toby. Mặc dù họ đã đối xử lịch sự với nhau, nhưng Hamilton nói rằng ông biết Toby là đầu têu của các vụ cướp, nhưng ông muốn biết lý do khiến Toby làm điều đó. Toby nói rằng anh đã quyết tâm không để sự nghèo đói ảnh hưởng đến những đứa con của mình, giống như cái cách mà nó tác động đến anh và Tanner. Hamilton nói với Toby rằng anh phải chịu trách nhiệm về cái chết của cộng sự ông, và ngay khi hai người chuẩn bị nổ súng, thì họ bị gián đoạn khi vợ cũ và con của Toby đến. Lúc đó, Toby tiết lộ rằng trang trại giờ đây đã thuộc quỹ tín thác và là tài sản được thừa kế bởi con trai mình; anh chỉ đến đó để thăm và sửa chữa ngôi nhà. Khi Hamilton rời đi, Toby đề nghị họ sớm gặp lại nhau để "kết thúc cuộc trò chuyện" và "mang lại một chút yên bình cho đối phương". Hamilton cũng đáp trả rằng ông muốn gặp lại anh và có thể sẽ "mang lại chút bình yên" cho Toby. Tuy nhiên, vị cảnh sát già rời đi mà không cho Toby bất kỳ sự giải thoát nào.

## Diễn viên
- Jeff Bridges vai Biệt động Texas Marcus Hamilton
- Chris Pine vai Toby Howard
- Ben Foster vai Tanner Howard
- Gil Birmingham vai Biệt động Texas Alberto Parker
- Marin Ireland vai Debbie Howard
- Katy Mixon vai Jenny Ann
- Dale Dickey vai Elsie
- Kevin Rankin vai Billy Rayburn
- Danny Winn vai Trooper Bruno
- Melanie Papalia vai Gái điếm
- Amber Midthunder vai Vernon Teller
- Alma Sisneros vai Nhân viên khách sạn Casino
- Melissa-Lou Ellis vai Cô gái ở quán bar
- John Paul Howard vai Justin Howard
- Christopher W. Garcia vai Randy Howard
- Margaret Bowman vai Nữ phục vụ
- Jackamoe Buzzell vai Archer City Deputy
- Taylor Sheridan vai Cao bồi

## Sản xuất
Vào ngày 18 tháng 4 năm 2012, tờ Deadline đưa tin rằng Sidney Kimmel Entertainment đã mua lại bản quyền bộ phim trộm cướp Comancheria do Taylor Sheridan viết kịch bản, trong đó SKE sẽ tài trợ kiêm sản xuất với Peter Berg từ hãng Film 44. Đây là phần thứ hai trong bộ ba tác phẩm của Sheridan nói về "biên giới nước Mỹ trong thời hiện đại". Tại Cinemacon 2016 ở Las Vegas, một standee đã được dựng lên để quảng bá bộ phim, cho thấy tiêu đề của tác phẩm đã được đổi lại thành Không lùi bước. Ngoài ra, Berg cũng có thể sẽ chỉ đạo bộ phim. Endgame Entertainment và Focus Features là hai trong số các studio đấu thầu dự án. Cũng trong năm đó, kịch bản của phim đã được đưa vào Danh sách đen cho những kịch bản được yêu thích nhất mà chưa được sản xuất. Vào ngày 2 tháng 4 năm 2015, có thông báo cho rằng Jeff Bridges sẽ sắm vai chính, trong khi Chris Pine và Ben Foster cũng đang đàm phán để tham gia dự án, còn David Mackenzie thì được chọn vào vị trí đạo diễn (dù trước đó ông chưa thực hiện bất kỳ tác phẩm cao bồi nào). Vào ngày 4 tháng 5 năm 2015, Pine và Foster được xác nhận là sẽ thủ vai anh em trong phim, những người thực hiện một loạt vụ cướp ngân hàng để cứu lấy trang trại của gia đình họ ở miền Tây Texas, trong khi Bridges thì đóng vai một Biệt động viên Texas đang tìm cách tóm hai người. CBS Films đã mua bản quyền của Hoa Kỳ, trong đó bộ phim được sản xuất bởi Sidney Kimmel của Sidney Kimmel Entertainment, Peter Berg của Film 44, Carla Hacken của SKE và Julie Yorn từ LBI, riêng Gigi Pritzker, Bill Lischak, Michael Nathanson, Rachel Shane, John Penotti, Bruce Toll và Braden Aftergood sẽ đảm nhiệm cương vị giám đốc sản xuất. Sidney Kimmel Entertainment nắm vai trò phát triển dự án với Film 44, còn OddLot Entertainment thì đồng sản xuất kiêm đồng tài trợ cho bộ phim cùng SKE.

### Ghi hình

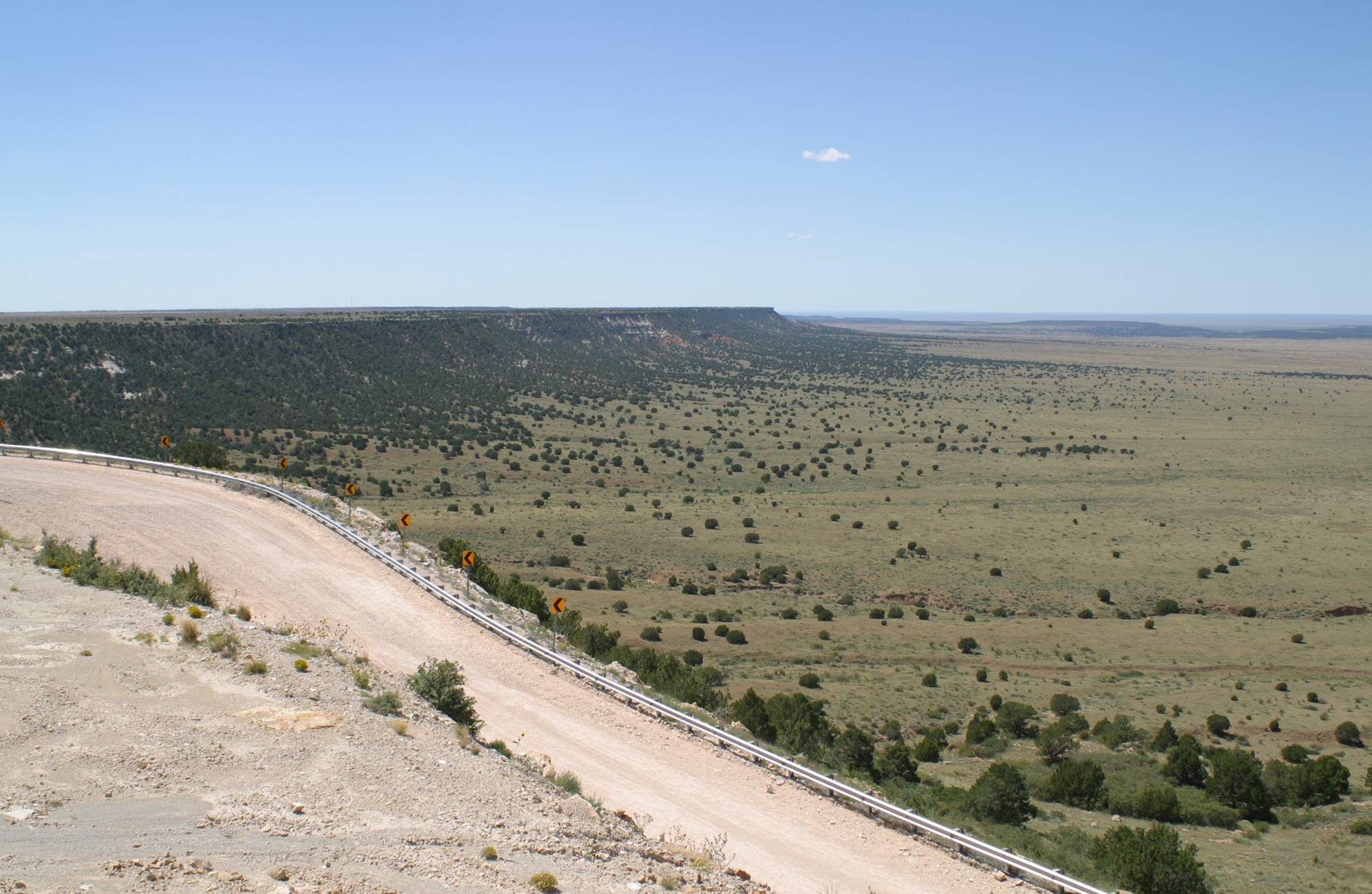
Những phân cảnh trong phim được ghi hình tại Thung lũng Alamogordo, Đông New Mexico.

Mặc dù cốt truyện của tác phẩm diễn ra ở miền Tây Texas, nhưng quá trình quay phim lại diễn ra ở Đông New Mexico. Quá trình quay phim chính bắt đầu vào ngày 26 tháng 5 năm 2015 tại Clovis, New Mexico. Giai đoạn này cũng diễn ra ở các cộng đồng New Mexico khác như Portales và Tucumcari. Một số cảnh nông thôn được ghi hình tại những vùng nông trại rộng lớn và thưa dân của quận Quay và Guadalupe thuộc New Mexico, ngoài ra còn có cả những cảnh quay Thung lũng Alamogordo ở phía nam Luciano Mesa. Tác phẩm chính thức đóng máy vào ngày 8 tháng 7 năm 2015.

## Phát hành
Không lùi bước ra mắt lần đầu tại Liên hoan phim Cannes lần thứ 69 vào ngày 16 tháng 5 năm 2016. Tác phẩm bắt đầu được công chiếu giới hạn vào ngày 12 tháng 8 năm 2016 tại Hoa Kỳ, kế đến là bản phát hành mở rộng vào ngày 19 tháng 8 trước khi phát hành rộng rãi vào ngày 26 tháng 8. Bộ phim ra rạp tại Vương quốc Anh và Ireland vào ngày 9 tháng 9 năm 2016, rồi sau đó công chiếu tại New Zealand vào ngày 21 tháng 10 năm 2016.

## Đón nhận

### Doanh thu
Không lùi bước đã thu về 27 triệu USD ở Hoa Kỳ/Canada và 10,9 triệu USD ở các vùng lãnh thổ khác, với tổng doanh thu trên toàn thế giới là 37,9 USD. Đây là một con số có thể nói là thành công khi so sánh với kinh phí bỏ ra chỉ vỏn vẹn 12 triệu USD.
Tại Bắc Mỹ, bộ phim đã thu về 621.329 USD từ 32 rạp chiếu trong tuần đầu công chiếu, với mức trung bình 19.417 USD mỗi rạp. Cuối tuần sau, tác phẩm mở rộng ra 472 rạp rồi thu về 2,7 triệu USD (trung bình mỗi rạp là 5.709 USD). Bộ phim bắt đầu được công chiếu rộng rãi tại 909 rạp vào ngày 26 tháng 8 và thu về 3,7 triệu USD vào cuối tuần, xếp ở vị trí thứ 12 tại phòng vé.

### Đánh giá chuyên môn
Kể từ khi ra mắt, Không lùi bước đã nhận được sự tán dương nhiệt liệt từ giới chuyên môn, trong đó nhiều người ca ngợi rằng tác phẩm đã hồi sinh lại dòng phim Viễn Tây. Trên hệ thống tổng hợp kết quả đánh giá Rotten Tomatoes, phim có tỉ lệ đồng thuận là 97% dựa trên 280 bài đánh giá, với điểm trung bình là 8,49/10. Các nhà phê bình trên trang web nhất trí, "Không lùi bước đã mang đến một bộ phim giật gân trộm cướp Viễn Tây được dàn dựng công phu, diễn xuất chân thật, tránh những màn đấu súng thiếu trí tuệ, thay vào đó bằng nhịp độ tự tin và các nhân vật được dàn dựng công phu". Trên Metacritic, tác phẩm nhận được số điểm 88/100 dựa trên đánh giá từ 47 nhà phê bình, cho thấy sự "tán dương rộng rãi". Những khán giả do CinemaScore thăm dò đã cho bộ phim điểm trung bình "A–" trên thang điểm từ A+ đến F.
Richard Roeper thuộc Chicago Sun-Times đã cho bộ phim bốn điểm tuyệt đối, nhận định rằng, "Khi xét về mọi mặt lớn nhỏ, Không lùi bước là một bộ phim rất chi đẹp đẽ và khắc nghiệt, vô cùng bi thương và ranh mãnh, ngay khi tác phẩm kết thúc là lúc tôi muốn xem phim lại." Nhà phê bình của IGN là Samantha Ladwig đã cho bộ phim số điểm 9/10 và bình luận "Không lùi bước gây bất ngờ với lối kể chuyện phức tạp, gây choáng với kỹ thuật quay phim và bù đắp cho những thiếu sót của mùa hè này." Tom Stempel từ Creative Screenwriting ca ngợi rằng bộ phim là "một cuộc nghiên cứu mới mẻ, khôn khéo về những nhân vật cướp ngân hàng, ngoài ra đây cũng là một trong những kịch bản phim hay nhất trong năm tính đến thời điểm hiện tại."
Cây bút Ân Nguyễn của tờ VnExpress cho rằng bộ phim đã "đưa ra góc nhìn thâm thúy về vấn đề tranh chấp đất đai của nước Mỹ", đồng thời còn viết "Không lùi bước mang màu sắc chung của phim chính kịch nhưng biên kịch Taylor Sheridan khéo léo lồng vào chất trào phúng thâm thúy". Khi nhận xét về tác phẩm, một bài viết có tựa đề "Hell or High Water: phim cao bồi được khen hay nhất băm" trên báo Tuổi trẻ đã cho biết, "Nhìn chung, tuy chưa thể gọi là bom tấn nhưng Không lùi bước vẫn xứng danh là phim thể loại Viễn tây đáng xem, nếu không nói hấp dẫn và gãy gọn hơn hẳn tác phẩm cùng đề tài được quảng bá rầm rộ là Bảy tay súng huyền thoại". Ngoài ra, Khánh Hưng của Zing News thì nhìn nhận bộ phim một cách tích cực, rằng đây "là tác phẩm mang đậm phong cách Viễn Tây tân thời, với một câu chuyện nghiệt ở nơi lằn ranh thiện ác, đúng sai khó có thể phân định. Tiết tấu chậm rãi và việc đi sâu vào khai thác tâm lý nhân vật có thể không phù hợp với khán giả đại chúng, nhưng đây thực chất là bộ phim nổi bật của Hollywood trong năm 2016".

### Giải thưởng
Không lùi bước đã nhận được bốn đề cử tại Lễ trao giải Oscar, bao gồm Phim hay nhất, Nam diễn viên phụ xuất sắc nhất cho Bridges, Kịch bản gốc xuất sắc nhất và Dựng phim xuất sắc nhất.